# Дуліттл (Техас)
Дуліттл (англ. Doolittle) — переписна місцевість (CDP) в США, в окрузі Ідальго штату Техас. Населення — 4061 особа (2020).

## Географія
Дуліттл розташований за координатами 26°21′35″ пн. ш. 98°7′0″ зх. д. / 26.35972° пн. ш. 98.11667° зх. д. (26.359769, -98.116768).  За даними Бюро перепису населення США в 2010 році переписна місцевість мала площу 11,09 км², уся площа — суходіл.

## Демографія
Згідно з переписом 2010 року, у переписній місцевості мешкало 2769 осіб у 636 домогосподарствах у складі 587 родин. Густота населення становила 250 осіб/км².  Було 679 помешкань (61/км²).
Расовий склад населення:
| - 99,2 % — білих - 0,1 % — азіатів |

До двох чи більше рас належало 0,0 %. Частка іспаномовних становила 98,1 % від усіх жителів.
За віковим діапазоном населення розподілялося таким чином: 38,5 % — особи молодші 18 років, 56,4 % — особи у віці 18—64 років, 5,1 % — особи у віці 65 років та старші. Медіана віку мешканця становила 24,6 року. На 100 осіб жіночої статі у переписній місцевості припадало 93,4 чоловіків;  на 100 жінок у віці від 18 років та старших — 92,5 чоловіків також старших 18 років.
Середній дохід на одне домашнє господарство  становив 39 201 долар США (медіана — 25 167), а середній дохід на одну сім'ю — 40 622 долари (медіана — 24 464). Медіана доходів становила 29 779 доларів для чоловіків та 23 644 долари для жінок. За межею бідності перебувало 50,3 % осіб, у тому числі 58,3 % дітей у віці до 18 років та 41,9 % осіб у віці 65 років та старших.
Цивільне працевлаштоване населення становило 938 осіб. Основні галузі зайнятості: освіта, охорона здоров'я та соціальна допомога — 18,4 %, сільське господарство, лісництво, риболовля — 13,3 %, роздрібна торгівля — 10,9 %, будівництво — 8,8 %.